# Dusty Mancinelli
Dusty Mancinelli ist ein kanadischer Filmregisseur, Filmproduzent und Drehbuchautor.

## Karriere
Mancinelli studierte an der York University in Toronto. Noch während seiner Studienzeit gründete er mit seinem Geschäftspartner Harry Cherniak das Studio Info Films, woraus 2006 ihr erster Kurzfilm Death to Charlie! entstand. Ihr zweiter Kurzfilm P.U.R.E. über ungewöhnliche Regenereignisse gewann den Hauptpreis des Route 66 Filmfestival. Er arbeitete danach von 2007 bis 2011 mit der kanadischen Regisseurin Deepa Mehta zusammen. Daraus entstanden die Filme Heaven on Earth und Mitternachtskinder, woraufhin Mehta ihn als aufstrebenden Filmemacher lobte. Sein Kurzfilm Soap wurde 2009 auf dem Toronto International Film Festival gezeigt und handelt von einer fremdgehenden Ehefrau, die den Tod ihres Liebhabers vertuscht. In Pathways von 2011 geht es um einen Jungen, der im Wald einen bewusstlosen Mann mit Waffe findet. Mancinelli gab an, sich aufgrund von Mobbingerfahrungen mit dem Jungen identifizieren zu können. Sein Kurzfilm Winter Hyms von 2015 lief auf einigen Filmfestivals und konnte in Reykjavík das Goldene Ei gewinnen.
Im selben Jahr lernte er die Regisseurin Madeleine Sims-Fewer kennen, mit der er 2017 den Kurzfilm Slap Happy produzierte. Zusammen drehten sie die Kurzfilme Woman in Stall 2018 und Chubby 2019. In beiden Filmen geht es um sexuellen Missbrauch in klaustrophobischen Settings. Schließlich gelang ihnen 2020 mit dem Filmdrama Violation ein großer Erfolg, da es bei vielen Festivals gezeigt wurde und ihnen einige Auszeichnungen einbrachte.
Sein Film Honey Bunch feierte auf der Berlinale 2025 als Special außer Konkurrenz Premiere.

## Filmografie
- 2006: Death to Charlie! (Regie, Produktion)
- 2007: P.U.R.E. (Regie, Produktion, Buch)
- 2009: Soap (Regie, Buch)
- 2011: Pathways (Regie, Produktion, Buch)
- 2012: Broken Heart Syndrome (Regie, Produktion, Buch)
- 2013: Haedo (Produktion)
- 2014: Haziran (Produktion, Buch)
- 2015: Winter Hyms (Regie, Produktion, Buch)
- 2016: The Big Crunch (Regie, Produktion, Buch)
- 2017: Detroit Blood (Regie, Produktion, Buch)
- 2017: Slap Happy (Regie, Produktion)
- 2018: Woman in Stall (Regie, Produktion)
- 2019: Chubby (Regie, Produktion, Buch)
- 2020: Violation (Regie, Produktion, Buch)
- 2025: Honey Bunch (Regie, Produktion, Buch)

## Auszeichnungen (Auswahl)
- 2007: Hauptpreis des Route 66 Film Festival für P.U.R.E.
- 2015: Goldenes Ei des Reykjavik International Film Festival für Winter Hymns
- 2016: Canadian Film Fest Award in den Kategorien Bester Kurzfilm und Beste Regie für Winter Hymns
- 2018: Austin Film Festival in der Kategorie Bester Studentischer Film für Woman in Stall
- 2019: Großer Jurypreis des Slamdance Film Festival in der Kategorie Bester Fiktionaler Kurzfilm für Woman in Stall
- 2020: Silberner Drache des Krakowski Festiwal Filmowy für Chubby
- 2020: Jurypreis des Calgary International Film in der Kategorie Aufstrebende Kanadische Künstlerin für Violation
- 2020: Vancouver International Film Festival in der Kategorie Aufstrebende Kanadische Regisseurin für Violation
- 2020: Toronto International Film Festival in der Kategorie Bester Kanadischer Kinofilm für Violation
- 2021: VFCC-Award in der Kategorie Rising Star Award für Violation
- 2021: Orbitpreis des Brussels International Fantastic Film Festival für Violation